# Brachythecium sinense
Brachythecium sinense (Broth.) Y.Huan Wu & W. Sheng, 2022 è una specie di muschio della famiglia Brachytheciaceae, endemico della Cina.

## Conservazione
La Lista rossa IUCN classifica Brachythecium sinense come specie in pericolo di estinzione (Endangered). I suoi habitat naturali sono i fiumi. È a rischio per la perdita dell'habitat.